# 微创新
微创新（英語：Micro-innovation）是一种采用或者完善创新性产品模型、商业模式的一种方法论或概念。

## 微创新案例
- 腾讯的QQ（原名OICQ）“借鉴”于美国在线的ICQ
- 百度搜索“借鉴”于谷歌搜索
- 新浪微博“借鉴”于推特
- 点点网“借鉴”于Tumblr
- 知乎“借鉴”于Quora